# Arts gràfiques
Entenem per arts gràfiques el conjunt d'oficis, coneixements, operacions i processos inclosos en el camp de l'edició impresa. Des del disseny gràfic fins a la impressió o estampació de diaris, fulletons, prospectes, etc. En el cas dels llibres i revistes el procés s'allarga fins a l'enquadernació.

## Origen xinès
Els coneixements primordials per fer una impressió o elaborar un llibre tenen tots origen comú a la Xina:
- El paper al segle ii creat per Cai Lun.
- La xilografia s'inventa entre els anys 719 i 756, durant la dinastia Tang.
- Els tipus i, per tant, la impremta és atribuïda a Bi Sheng de la dinastia Song entre els anys 1041 i 1048 a l'antiga Xina però actual Corea. Els tipus eren de ceràmica, així queda registrat pel seu contemporani Shen Kuo.
- Els tipus mòbils apareixen els darrers anys del segle xiii. És el funcionari Wang Zhen, autor d'un tractat d'agricultura, qui va utilitzar tipus de fusta subjectats per una barra de ferro.[3] Això, va facilitar la composició de les planxes a imprimir.[4]
- A finals del segle XIV, i el domini de les arts gràfiques es relaciona amb els avenços de la impressió que es van produir a Alemanya, així que la calcografia va començar a substituir la xilografia durant el renaixement alemany[5] i alguns artistes, com Albrecht Dürer, van produir obres d'art d'alt nivell.[6]